# Augustin Pajou
Augustin Pajou (Paris, 19 de setembro de 1730 - 8 de maio de 1809) foi um escultor neoclássico francês.

## Vida

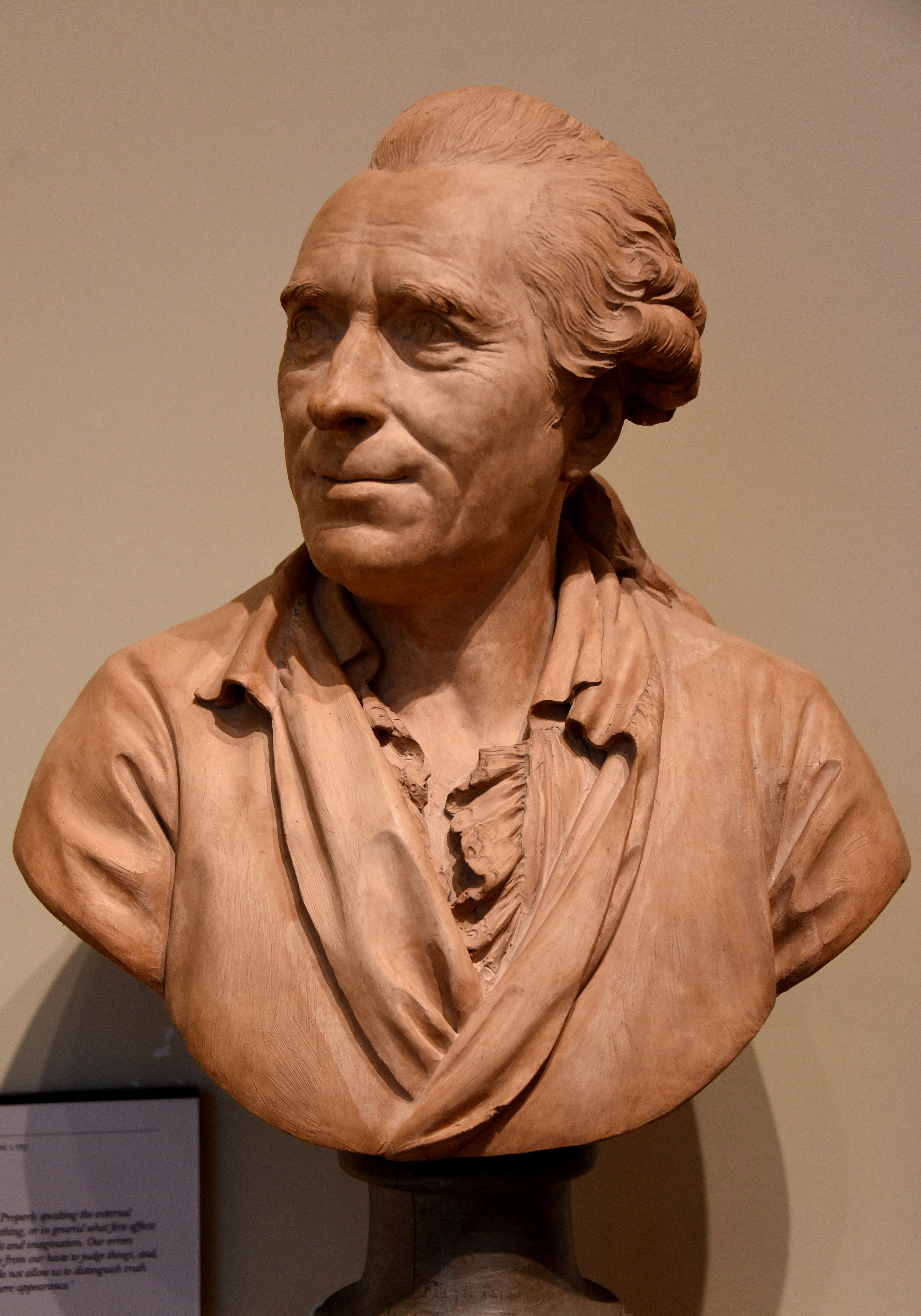
Busto de Michel-Jean Sedaine, 1775, The Victoria e Albert Museum, Londres.

Passou sua infância em Paris, e ainda jovem iniciou a ter aulas com o escultor Jean-Baptiste Lemoyne. Logo aos 18 anos de idade conquistou o cobiçado Prêmio de Roma, indo completar seus estudos na capital italiana.

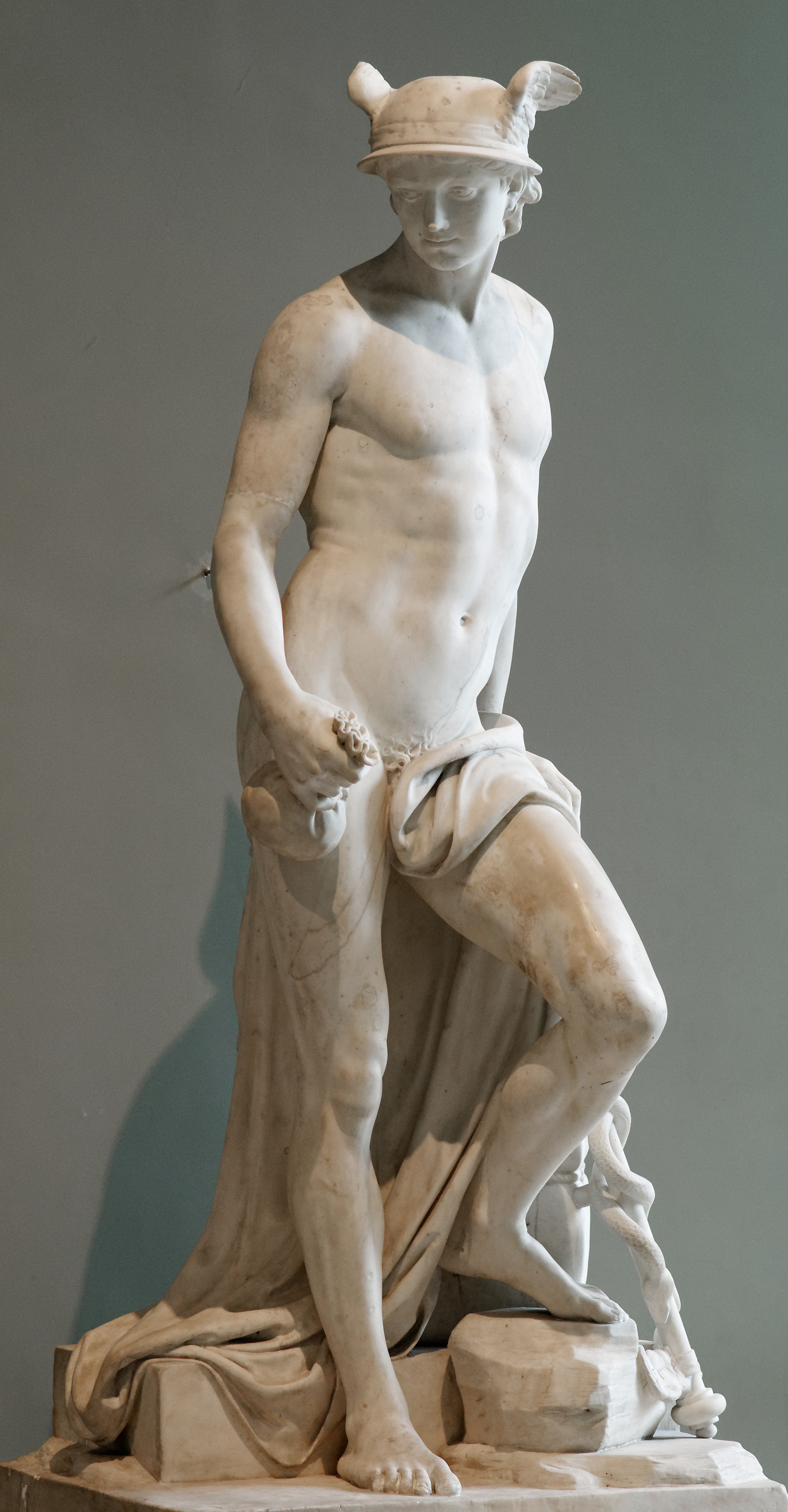
Mercúrio, 1780.

Voltando à França, casou-se e teve dois filhos: Flore Catherine Pajou, que mais tarde seria esposa do escultor Clodion, e Jacques Augustin Catherine Pajou, pintor histórico e retratista. Pajou foi mestre dos escultores Philippe-Laurent Roland, Jacques-Edme Dumont e David d'Angers.
Dentre suas obras principais estão estátuas representando Mercúrio (1780), Plutão encadeando Cérbero (1760), o relevo de Diógenes procurando um homem (1781), e diversos retratos de personalidades da época, como o de Blaise Pascal (1785), Buffon, um grupo alegórico incluindo a imagem de Maria Leszczynska (antes de 1771).